# اس‌ام یو-۱۱۱
اس‌ام یو-۱۱۱ (به انگلیسی: SM U-111) یک زیردریایی بود که طول آن ۷۰٫۶۰ متر (۲۳۱٫۶ فوت) بود. این زیردریایی در سال ۱۹۱۷ ساخته شد.